# Viborg Private Realskole
Viborg Private Realskole er en privatskole beliggende i Viborg. Skolen har plads til 750 elever.
Skolen blev grundlagt i 1890 som Cand.theol. Plenges Skole, senere kendt som Fønss’ Skole. Skolen var oprindeligt en pigeskole, men optog fra 1903 både piger og drenge. Eleverne blev ført frem til realeksamen, der dels muliggjorde optagelse på Viborg Katedralskole, dels var adgangsbillet til elevpladser i byens banker, kontorer og forretninger. Indtil udbygningen af skolevæsenet i omegnen optoges en del elever herfra.
Skolen driver i dag privat grundskole med tilhørende 10. klasse samt børnehaveklasse, international afdeling og skolefritidsordning efter reglerne om friskoler og private grundskoler m.v.